# The Voice of Germany
 (mai 2023).
Si vous disposez d'ouvrages ou d'articles de référence ou si vous connaissez des sites web de qualité traitant du thème abordé ici, merci de compléter l'article en donnant les références utiles à sa vérifiabilité et en les liant à la section « Notes et références ».
Pour les articles homonymes, voir The Voice.
 (9 janvier 2021).
The Voice of Germany est la version allemande de l'émission de téléréalité musicale The Voice. Elle est diffusée depuis le 24 novembre 2011 sur ProSieben.
Il y a cinq étapes différentes dans l'émission : les auditions des producteurs, les auditions à l'aveugle, les rondes de bataille, les approbations et les spectacles en direct. Il y a eu douze gagnants à ce jour : Ivy Quainoo, Nick Howard, Andreas Kümmert, Charley Ann Schmutzler, Jamie-Lee Kriewitz, Tay Schmedtmann, Natia Todua, Samuel Rösch, Claudia Emmanuela Santoso, Paula Dalla Corte, Sebastian Krenz, et la dernière Anny Ogrezeanu.
Le spectacle a été initialement présenté par Stefan Gödde. Depuis 2012, Thore Schölermann présente le spectacle. De 2015 à 2021, Schölermann et Lena Gercke ont animé le spectacle. Dans la dixième saison, Annemarie Carpendale a remplacé Gercke en tant que nouvel hôte, pour les premières étapes. Lors de la onzième saison, Melissa Khalaj en demi-finale et Steven Gätjen en finale ont remplacé Schölermann. Depuis 2022, Schölermann et Melissa Khalaj ont animé le spectacle. Les entraîneurs pour la saison à venir seront Giovanni Zarrella, Bill & Tom Kaulitz, Shirin David et Ronan Keating. Les autres entraîneurs des saisons précédentes incluent Nena, Rea Garvey, The BossHoss, Xavier Naidoo, Max Herre, Michi Beck & Smudo, Stefanie Kloß, Andreas Bourani, Mark Forster, Michael Patrick Kelly, Alice Merton, Sido, Yvonne Catterfeld, Samu Haber, Nico Santos, Johannes Oerding, Sarah Connor et Peter Maffay. Au cours de la neuvième saison, Nico Santos a été présenté comme cinquième entraîneur hors écran pour les concurrents de Comeback Stage. Michael Schulte a pris la relève en tant qu'entraîneur de Comeback Stage pour la dixième saison et Elif Demirezer était dans la onzième saison en tant qu'entraîneur de Comeback Stage. Cependant, l'étape de retour a été interrompue après la douzième saison.
Le 5 avril 2013, la version pour enfants de l'émission a été créée le samedi 1 et s'est depuis poursuivie pendant dix saisons. La onzième saison a été annoncée et commencera à être diffusée en 2023. Le 23 décembre 2018, une version senior de l'émission a été créée le samedi 1. Deux saisons diffusées avant l'annulation de l'émission.[3]
Le 2 mai 2023, la version rap de l'émission intitulée "The Voice Rap" a été annoncée et commencera à être diffusée en 2023. Cependant, il y aura 2 entraîneurs à la place.

## Principe
The Voice est une série de télé-réalité mettant en vedette quatre entraîneurs à la recherche d'un nouvel artiste talentueux, qui pourrait devenir une superstar mondiale. Comme le titre l'indique, les entraîneurs jugent leur capacité vocale et non leur apparence, leur personnalité ou leur présence sur scène. Il y a quatre étapes différentes : les auditions des producteurs, les auditions à l'aveugle, la phase de bataille et les spectacles en direct.
La première étape de l'émission n'est pas diffusée. Les producteurs du spectacle auditionnent tous les artistes qui se sont soumis via le formulaire sur le site Web. Les artistes sélectionnés par les producteurs passent les auditions à l'aveugle où ils doivent se produire devant les coachs. Chaque entraîneur dispose de la durée de la performance de l'auditeur (environ une minute) pour décider s'il veut ce chanteur dans son équipe ; si deux juges ou plus veulent le même chanteur (comme cela arrive fréquemment), le chanteur a le choix final de l'entraîneur. Cependant, si aucun entraîneur ne se retourne, l'artiste est renvoyé chez lui.
Chaque équipe de chanteurs est encadrée et développée par son coach respectif. Dans la deuxième étape, appelée la phase de bataille, les entraîneurs demandent à deux des membres de leur équipe de s'affronter directement en chantant la même chanson ensemble, l'entraîneur choisissant quel membre de l'équipe passer de chacune des quatre "batailles" individuelles au premier live. rond. Au cours de ce premier tour en direct, les quatre actes survivants de chaque équipe s'affrontent à nouveau, les votes du public déterminant l'un des deux actes de chaque équipe qui passera aux huit derniers, tandis que l'entraîneur choisit lequel des trois actes restants. comprend l'autre interprète restant dans l'équipe.
Dans la phase finale, les concurrents restants (Final 32) s'affrontent lors d'émissions en direct. Le public de la télévision et les entraîneurs ont leur mot à dire à 50/50 pour décider qui passe à la phase finale 4. Avec un membre de l'équipe restant pour chaque entraîneur, les (4 derniers) concurrents s'affrontent lors de la finale, le résultat étant décidé uniquement par vote du public.
Dans la saison 2, le format de bataille a été étendu aux émissions en direct. Les huit concurrents d'une équipe se sont affrontés dans des batailles jusqu'à ce qu'il ne reste qu'un finaliste. Le vainqueur de ces batailles a été sélectionné par un mélange à 50% d'un entraîneur et d'un télévote.
Dans la saison 3, le format de combat en direct a été aboli après qu'il a été critiqué que les concurrents populaires devaient s'affronter. Le nombre de spectacles en direct a été réduit de six à quatre. Le tour à élimination directe où les concurrents qui ont réussi des tours de bataille s'affrontent pour des spectacles en direct a été introduit cette saison. Il a été vu pour la première fois dans la troisième saison de l'américain The Voice. La bataille croisée a également été introduite dans la saison 3 et a été prolongée jusqu'à la saison 4. Au cours de la saison 5, quatre candidats ont reçu le vote le plus élevé du public et se sont qualifiés pour la finale en direct, quelle que soit l'équipe dont ils sont issus. Mais à partir de la sixième saison, un seul concurrent de chaque équipe ayant reçu le plus de votes parmi les 3 meilleurs de leurs équipes a été envoyé en finale.
De la saison 6 à la saison 8, les artistes qui ne sont sélectionnés par aucun des coachs quittent la scène immédiatement après leur chanson et ne parlent pas avec les coachs. Cependant, dans la saison 9, l'émission a ajouté une toute nouvelle phase de compétition appelée The Voice: Comeback Stage by SEAT qui était exclusive à thevoiceofgermany.de. Il a été montré pour la première fois dans la quinzième saison de la version américaine. Après avoir échoué à tourner une chaise lors des auditions à l'aveugle ou éliminés des batailles et des chants, les artistes ont eu la chance d'être sélectionnés par le cinquième entraîneur en ligne pour devenir membre de son équipe personnelle.[5] Les deux gagnants s'affronteront dans les émissions en direct contre les talents des principaux entraîneurs en direct à la télévision et ainsi ils pourront gagner The Voice of Germany.

## Coaches
Le 11 juillet 2011, ProSieben et Sat.1 ont annoncé que Nena et Xavier Naidoo étaient les deux premiers entraîneurs pour la première saison.[8] Le 25 août 2011, Rea Garvey et le duo Boss Burns (Alec Völkel) & Hoss Power (Sascha Vollmer) du groupe The BossHoss ont été annoncés comme les deux entraîneurs restants. Les quatre entraîneurs sont revenus pour la deuxième saison.[10] Naidoo et Garvey ne sont pas revenus pour la saison trois et ont été remplacés par Samu Haber et Max Herre.[11] Le 18 mars 2014, Völkel et Vollmer du groupe The BossHoss ont annoncé qu'ils ne seraient plus entraîneurs pour la quatrième saison.[12] Cinq jours plus tard, Nena a également annoncé sa sortie de l'émission.[13] Le 27 mars 2014, Michi Beck & Smudo du groupe Die Fantastischen Vier ont été annoncés comme remplaçants de The BossHoss. Le 3 avril 2014, Haber a annoncé sur Facebook qu'il serait entraîneur lors de la quatrième saison. Le 6 mai 2014, il a été annoncé que Herre avait quitté la série, mais Garvey est revenu après une interruption de la saison. Le 3 juillet, la chanteuse de Silbermond Stefanie Kloss a annoncé qu'elle remplacerait Nena. Début mai 2015, Haber a annoncé qu'il ne serait pas entraîneur lors de la cinquième saison.[16] Il a été remplacé par Andreas Bourani. Les trois autres entraîneurs sont restés dans l'émission.[17]
Le 30 avril 2016, il a été annoncé que Garvey quitterait la série et Haber reviendrait pour la sixième saison, après une pause d'une saison. Le 14 juin 2016, il a été annoncé que Michi & Smudo et Bourani continueraient comme entraîneurs, tandis que Kloss a été remplacé par Yvonne Catterfeld.[19] Pour la septième saison, Bourani a été remplacé par l'entraîneur de The Voice Kids, Mark Forster. Catterfeld, Haber et Michi & Smudo sont tous revenus.[20] En mai 2018, la direction de Haber a confirmé qu'il ne serait pas entraîneur pour la huitième saison.[21] Il a été remplacé par Michael Patrick Kelly. Catterfeld, Forster et Michi & Smudo sont tous revenus en tant qu'entraîneurs. Le 7 avril 2019, Michi & Smudo ont annoncé leur départ de The Voice of Germany après cinq saisons.[23] En mai, Catterfeld et Kelly ont également annoncé leur départ.[24][25] Le 26 mai 2019, il a été annoncé que Forster resterait entraîneur, Garvey reviendrait comme entraîneur après une interruption de trois saisons, tandis qu'Alice Merton et Sido rejoindraient l'émission pour la première fois. Le 21 août 2019, il a été annoncé que Nico Santos rejoindrait également la saison neuf en tant que cinquième entraîneur pour l'étape de retour de la compétition. Cela ferait passer le nombre de finalistes de 4 à 5.[27]
En juin 2020, il a été annoncé que Sido et Merton ne feraient pas partie de la série anniversaire de The Voice of Germany.[28][29] Le 17 juillet 2020, il a été annoncé que la saison anniversaire comprendra six entraîneurs : 2 entraîneurs solo et 2 entraîneurs en duo. Les deux solos étaient Forster et Santos et les deux duos étaient Catterfeld & Kloss et Haber & Garvey.[30] Le 21 juillet 2020, il a été annoncé que Michael Schulte serait le nouvel entraîneur de Comeback Stage. Le 9 juin 2021, ProSieben et Sat.1 ont annoncé que Garvey, Haber, Kloss et Catterfeld ne reviendraient pas pour la onzième saison.[32] Le 25 juin 2021, ProSieben et Sat.1 ont annoncé que Johannes Oerding et Sarah Connor étaient les nouveaux entraîneurs de la onzième saison, avec le retour de Forster et Santos, et Elif Demirezer en tant que nouvel entraîneur "Comeback Stage". Le 13 avril 2022, il a été annoncé que Santos, Connor et Oerding ne reviendraient pas pour la douzième saison, tandis que Forster continuerait.[34][35] Le 12 mai 2022, il a été annoncé que Garvey et Kloss reviendraient en tant qu'entraîneurs pour la douzième série, et Peter Maffay a été confirmé comme nouvel entraîneur. De plus, après 3 saisons, il a été confirmé qu'il n'y aurait pas d'entraîneur de Comeback Stage. Ainsi, le nombre de finalistes serait à nouveau réduit à 4.[36] Le 28 mai 2023, il a été annoncé que les quatre entraîneurs de la saison précédente ne reviendraient pas pour la treizième saison, ce qui signifie que le panel de la treizième saison sera composé de 4 nouveaux entraîneurs.[37][38] Le 6 juin 2023, il a été révélé que Ronan Keating, Giovanni Zarrella, Shirin David et Bill & Tom Kaulitz étaient les nouveaux entraîneurs de la treizième saison.[39
| Coachs | Coachs                | Nb. de victoire(s) | Nb. de saisons | Saisons | Saisons | Saisons | Saisons | Saisons | Saisons | Saisons | Saisons | Saisons        | Saisons        | Saisons        | Saisons | Saisons | Saisons | Saisons |
| Coachs | Coachs                | Nb. de victoire(s) | Nb. de saisons | 1       | 2       | 3       | 4       | 5       | 6       | 7       | 8       | 9              | 10             | 11             | 12      | 13      | 14      | 15      |
| ------ | --------------------- | ------------------ | -------------- | ------- | ------- | ------- | ------- | ------- | ------- | ------- | ------- | -------------- | -------------- | -------------- | ------- | ------- | ------- | ------- |
|        | Rea Garvey            | 2                  | 8              |         |         |         |         |         |         |         |         |                | duo            |                |         |         |         |         |
|        | Nena                  | 0                  | 3              |         |         |         |         |         |         |         |         |                |                |                |         |         |         |         |
|        | The BossHoss          | 1                  | 3              |         |         |         |         |         |         |         |         |                |                |                |         |         |         |         |
|        | Xavier Naidoo         | 0                  | 2              |         |         |         |         |         |         |         |         |                |                |                |         |         |         |         |
|        | Max Herre             | 1                  | 1              |         |         |         |         |         |         |         |         |                |                |                |         |         |         |         |
|        | Samu Haber            | 2                  | 6              |         |         |         |         |         |         |         |         |                | duo            |                |         |         |         |         |
|        | Michi Beck & Smudo    | 2                  | 6              |         |         |         |         |         |         |         |         |                |                |                |         |         |         |         |
|        | Stefanie Kloß         | 0                  | 4              |         |         |         |         |         |         |         |         |                | duo            |                |         |         |         |         |
|        | Andreas Bourani       | 1                  | 2              |         |         |         |         |         |         |         |         |                |                |                |         |         |         |         |
|        | Yvonne Catterfeld     | 0                  | 4              |         |         |         |         |         |         |         |         |                | duo            |                |         |         |         |         |
|        | Mark Forster          | 1                  | 8              |         |         |         |         |         |         |         |         |                |                |                |         |         |         |         |
|        | Michael Patrick Kelly | 1                  | 1              |         |         |         |         |         |         |         |         |                |                |                |         |         |         |         |
|        | Alice Merton          | 1                  | 1              |         |         |         |         |         |         |         |         |                |                |                |         |         |         |         |
|        | Sido                  | 0                  | 1              |         |         |         |         |         |         |         |         |                |                |                |         |         |         |         |
|        | Nico Santos           | 0                  | 4              |         |         |         |         |         |         |         |         | Comeback Stage |                |                |         |         |         |         |
|        | Michael Schulte       | 0                  | 1              |         |         |         |         |         |         |         |         |                | Comeback Stage |                |         |         |         |         |
|        | Sarah Connor          | 0                  | 1              |         |         |         |         |         |         |         |         |                |                |                |         |         |         |         |
|        | Johannes Oerding      | 1                  | 1              |         |         |         |         |         |         |         |         |                |                |                |         |         |         |         |
|        | Elif Demirezer        | 0                  | 1              |         |         |         |         |         |         |         |         |                |                | Comeback Stage |         |         |         |         |
|        | Peter Maffay          | 0                  | 1              |         |         |         |         |         |         |         |         |                |                |                |         |         |         |         |
|        | Ronan Keating         | 0                  | 1              |         |         |         |         |         |         |         |         |                |                |                |         |         |         |         |
|        | Giovanni Zarrella     | 0                  | 1              |         |         |         |         |         |         |         |         |                |                |                |         |         |         |         |
|        | Bill & Tom Kaulitz    | 1                  | 1              |         |         |         |         |         |         |         |         |                |                |                |         |         |         |         |
|        | Shirin David          | 0                  | 2              |         |         |         |         |         |         |         |         |                |                |                |         |         |         |         |
|        | Kamrad                | 0                  | 1              |         |         |         |         |         |         |         |         |                |                |                |         |         |         |         |

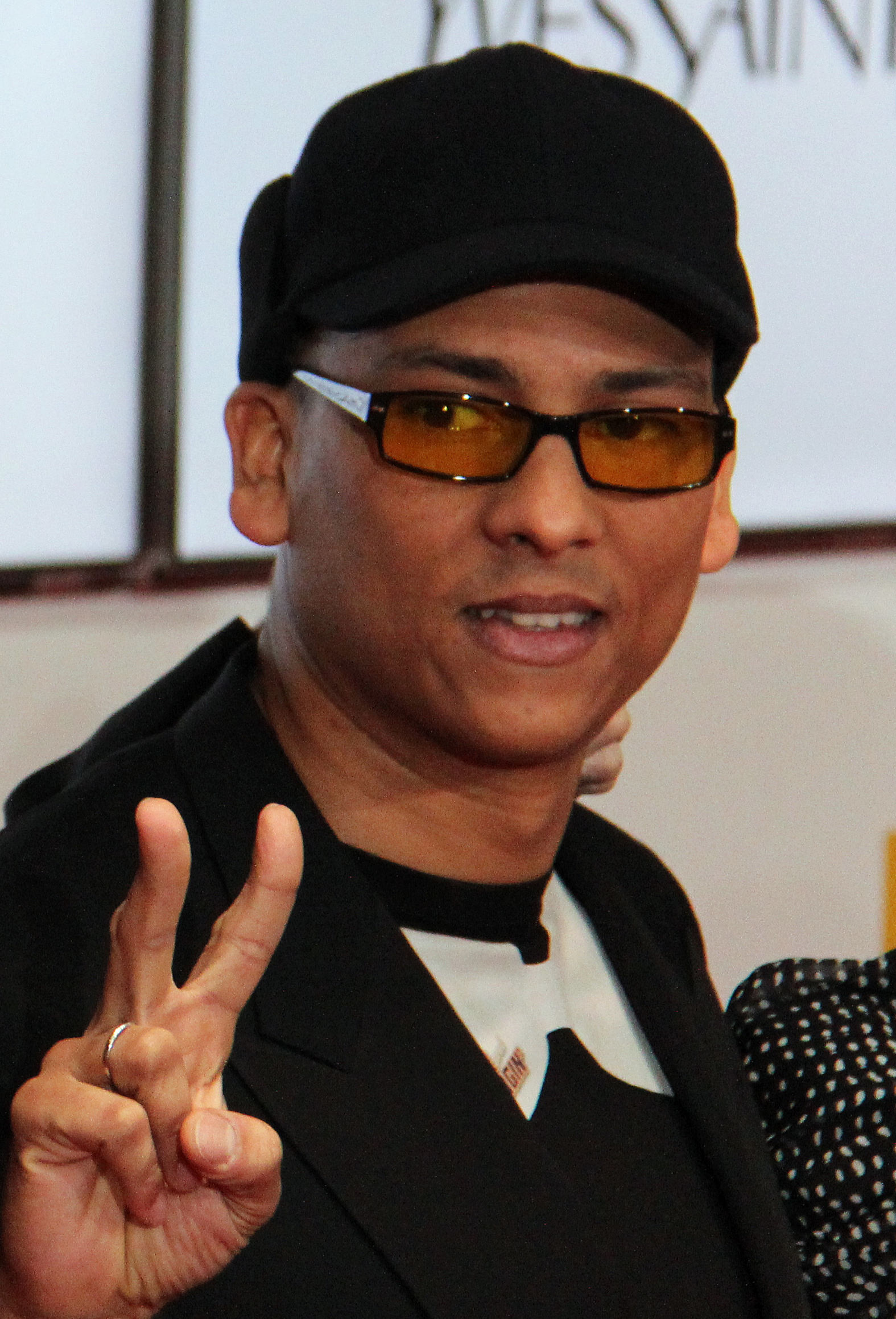
Xavier Naidoo
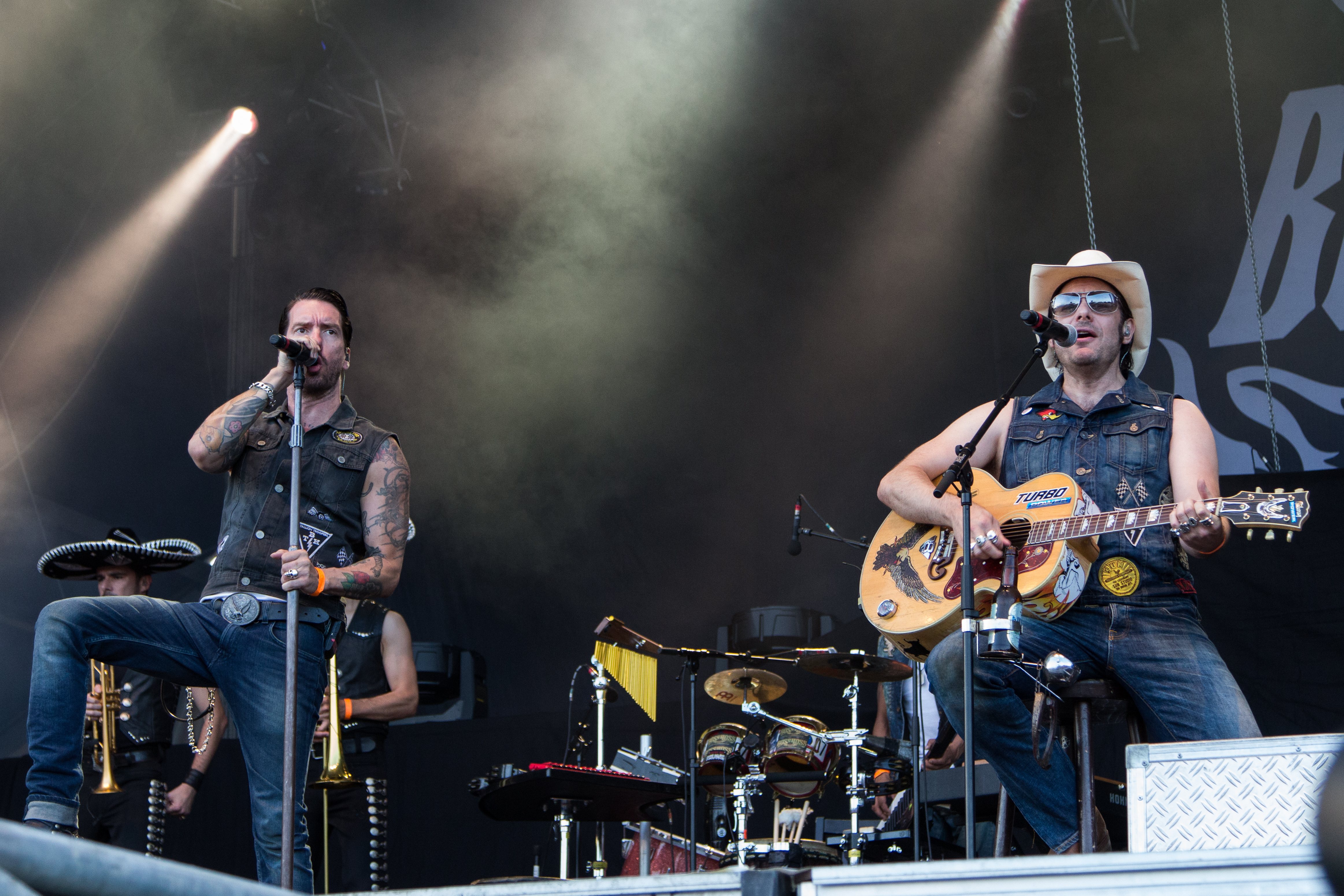
The BossHoss
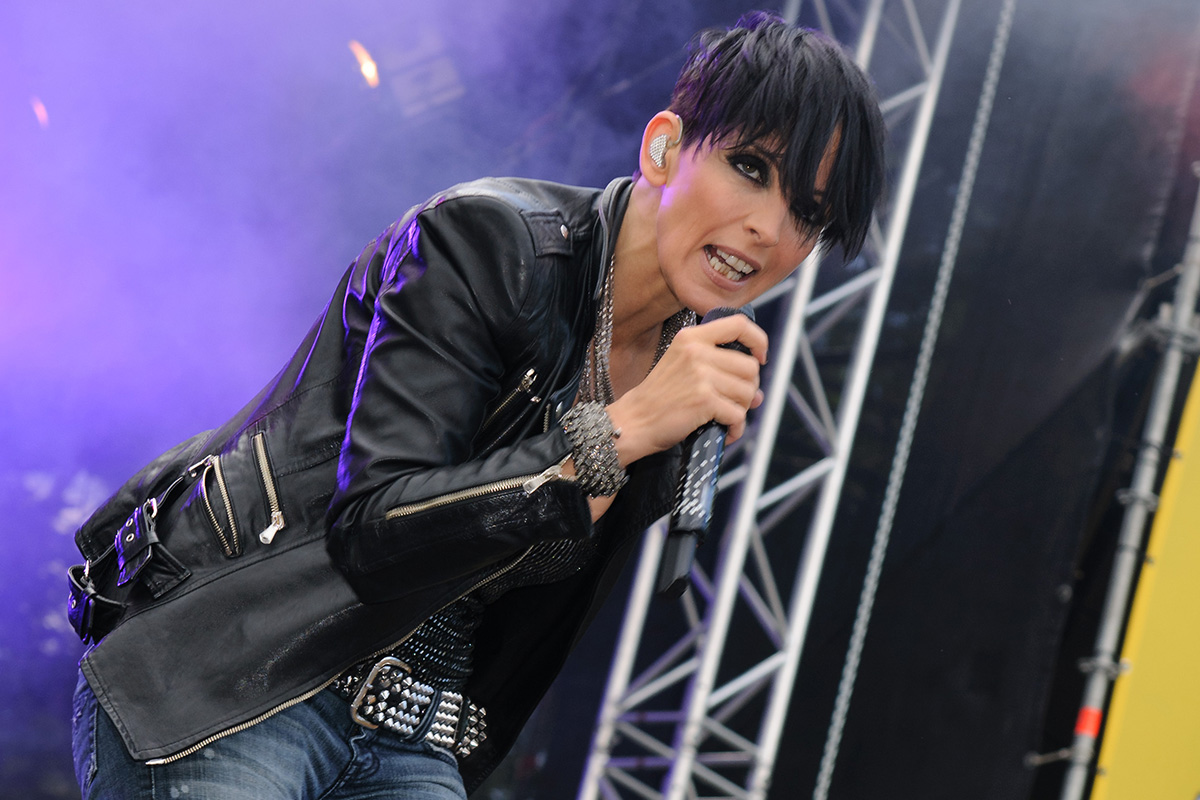
Nena
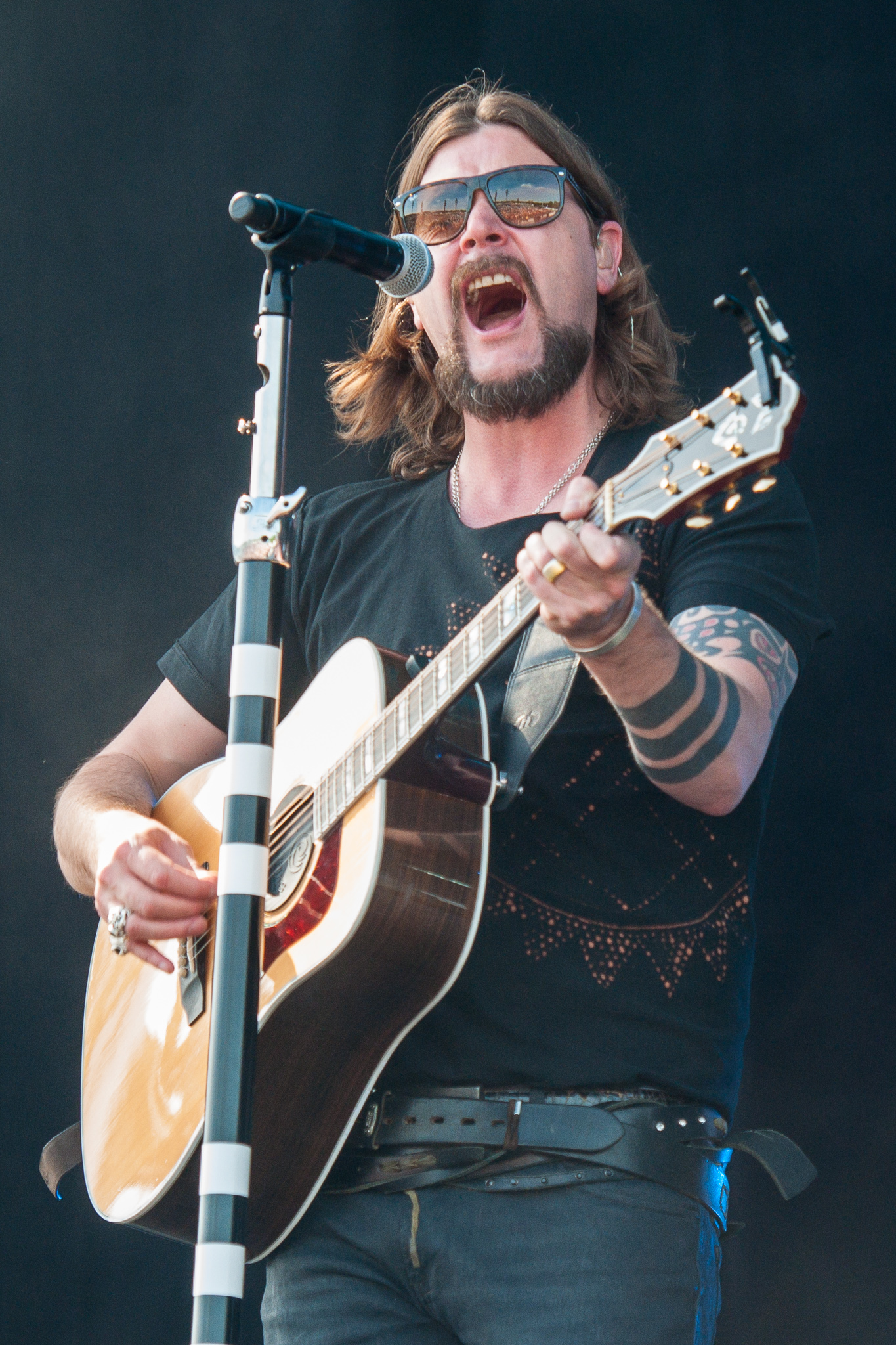
Rea Garvey
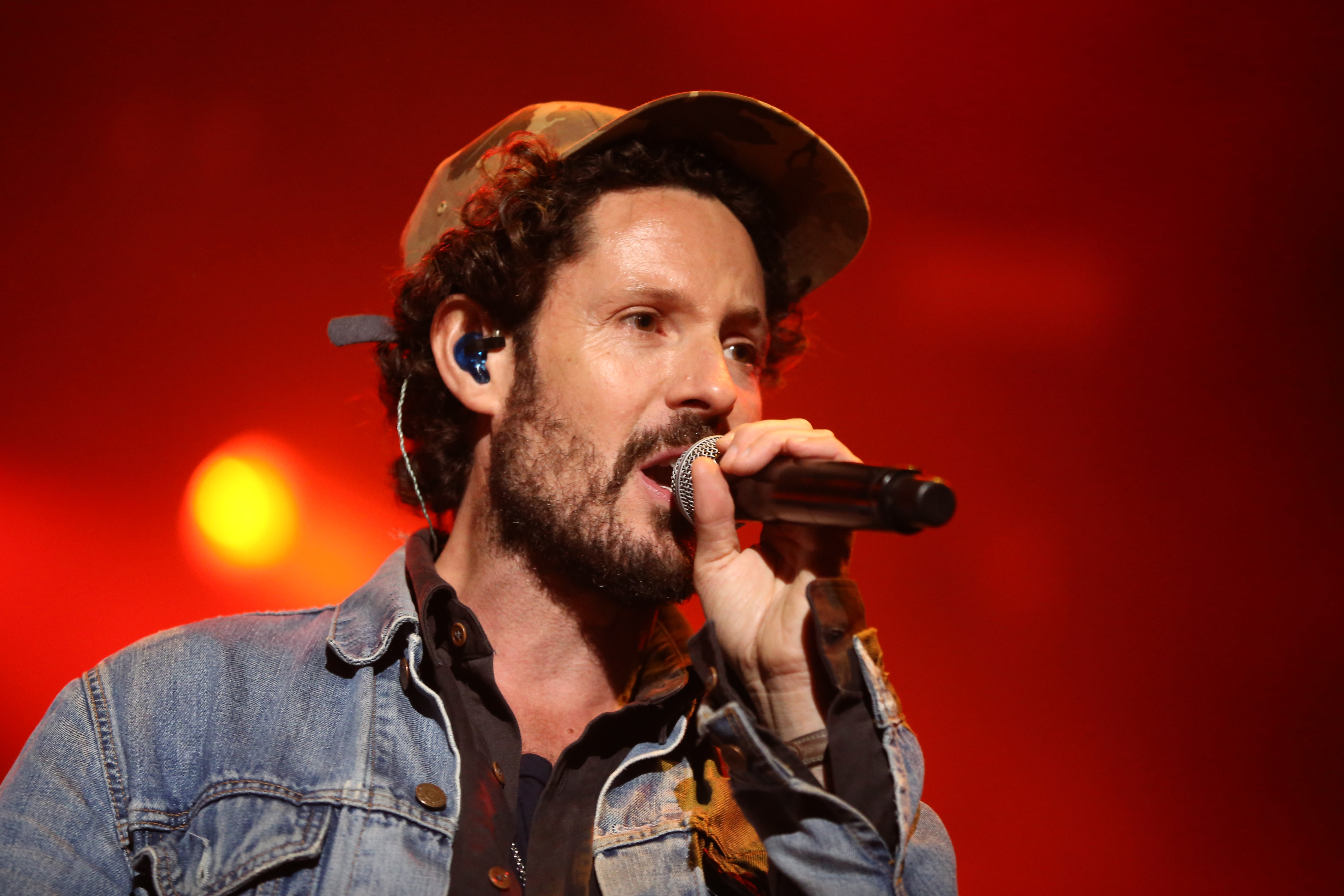
Max Herre
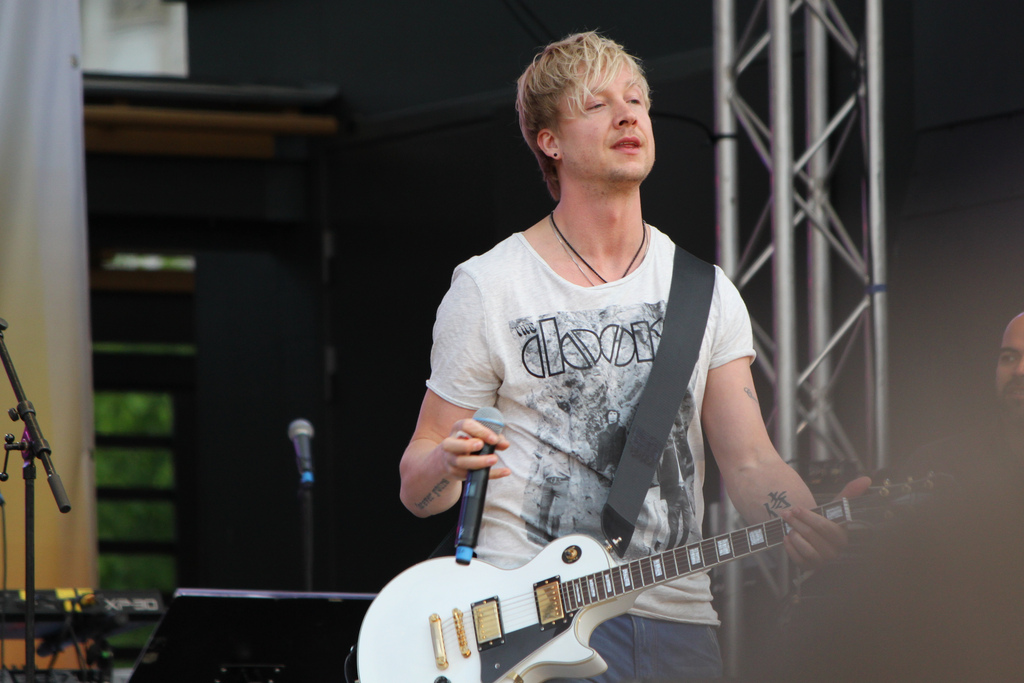
Samu Haber
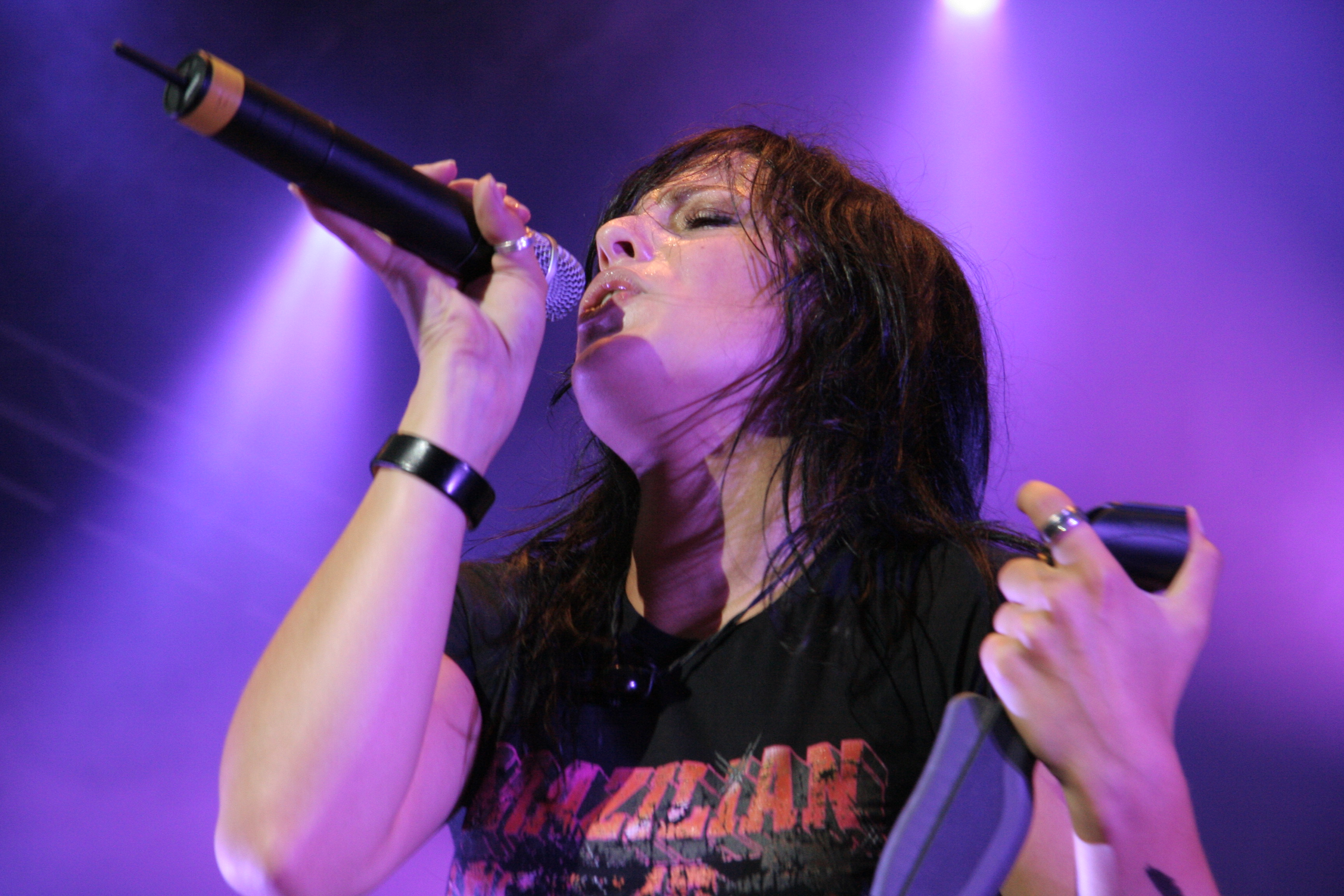
Stefanie Kloss
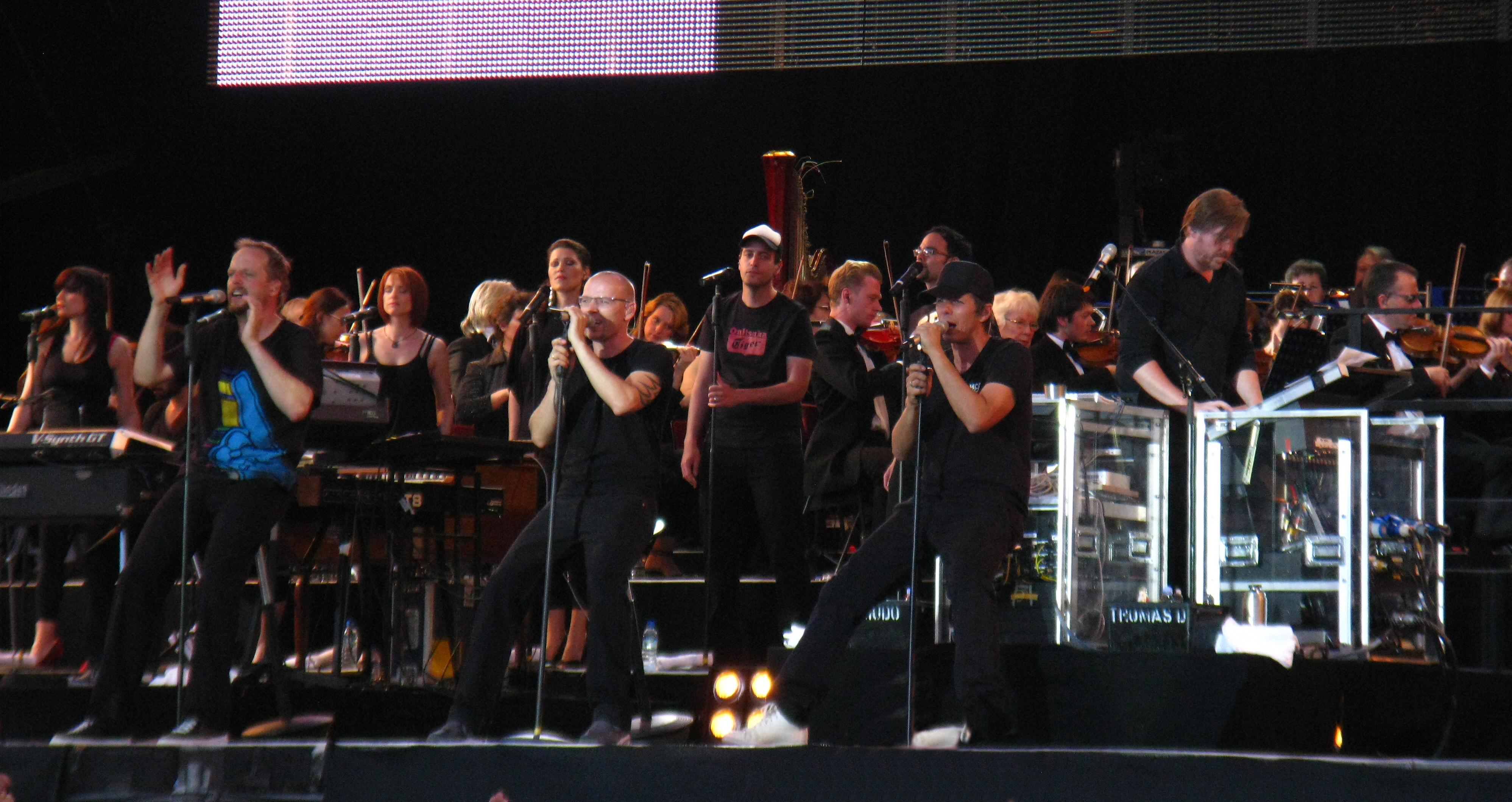
Michi Beck & Smudo
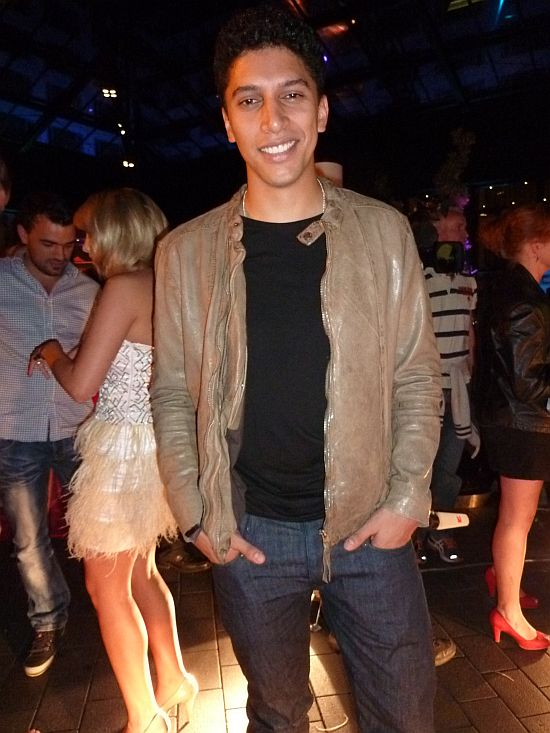
Andreas Bourani
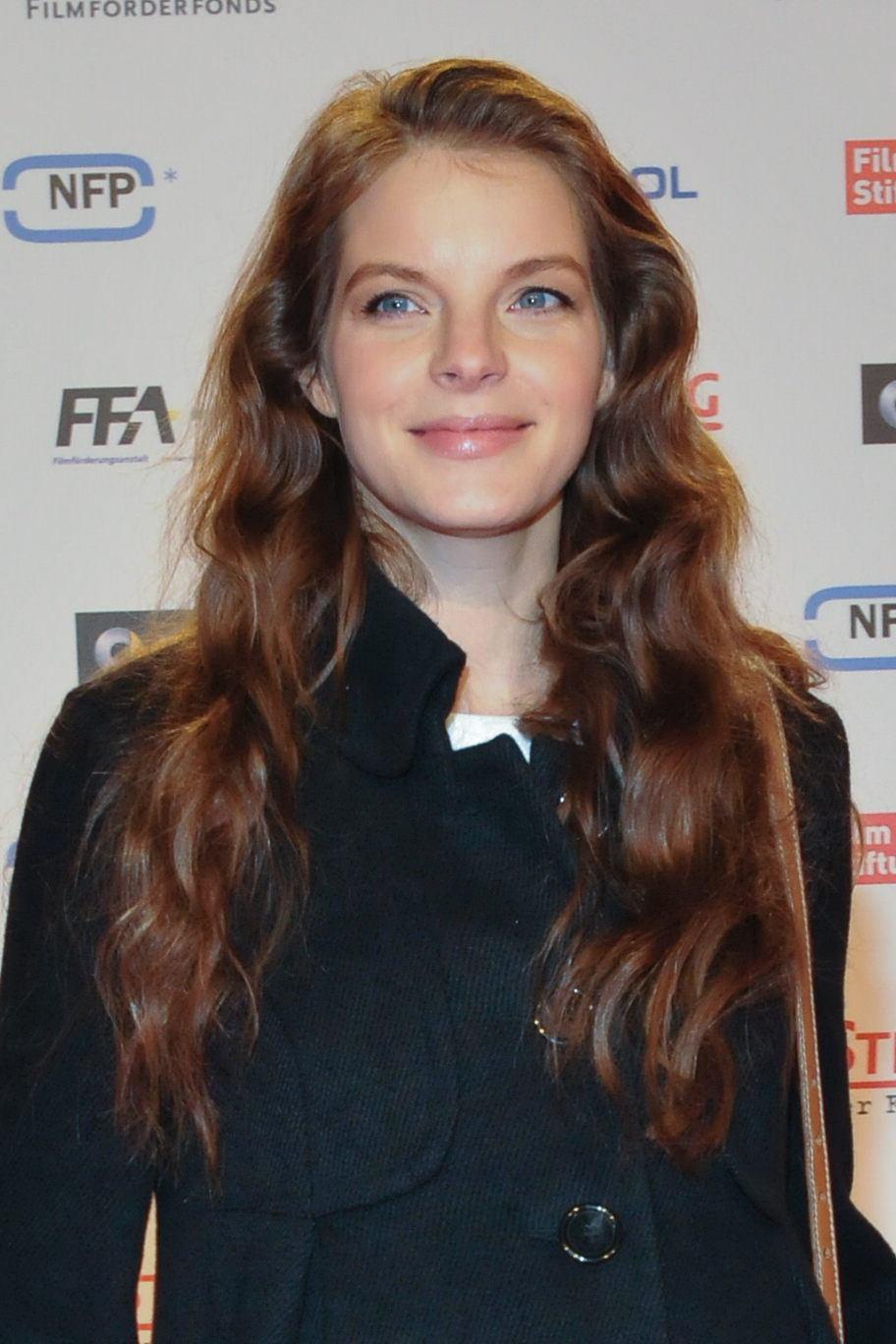
Yvonne Catterfeld
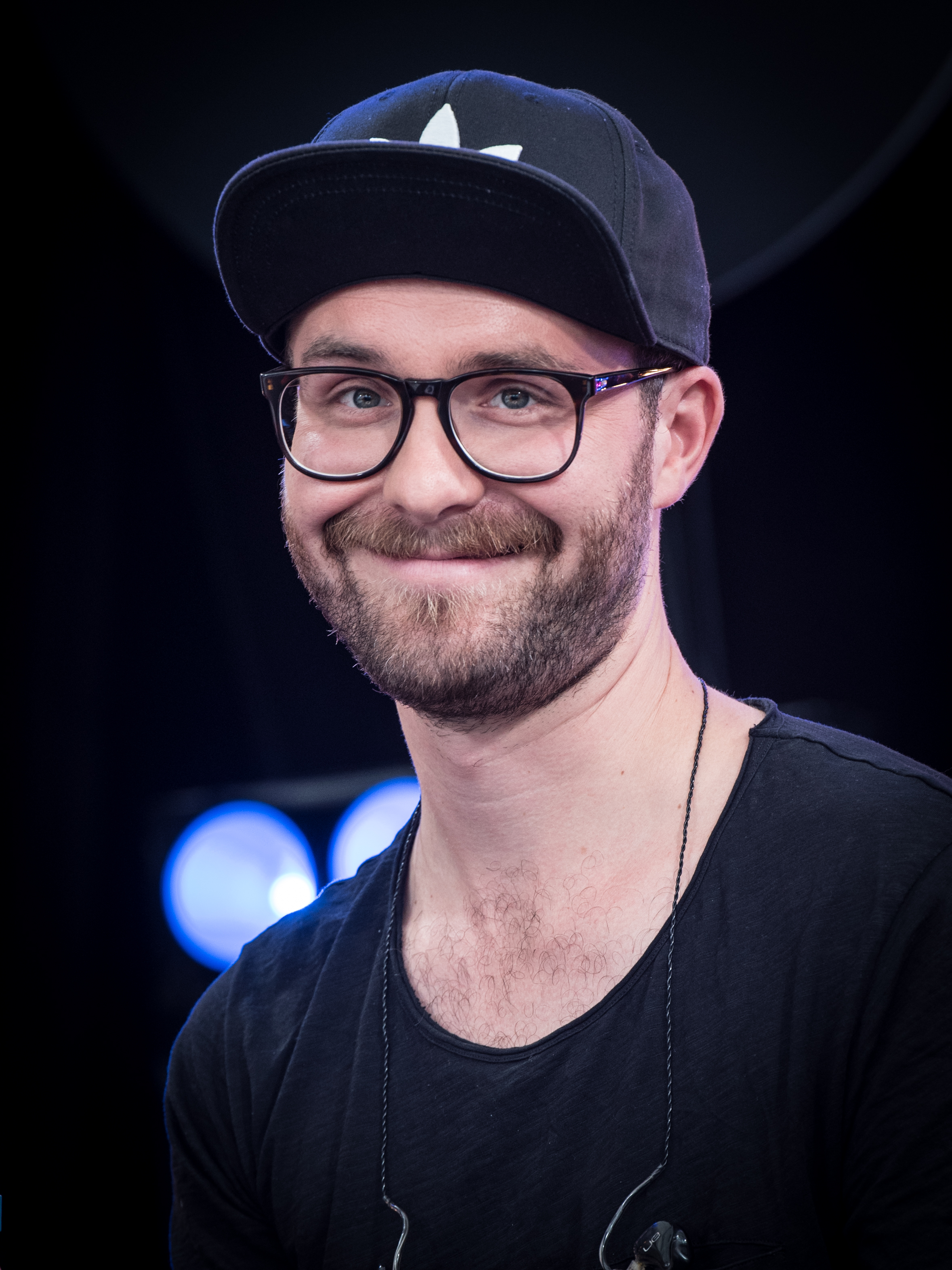
Mark Forster
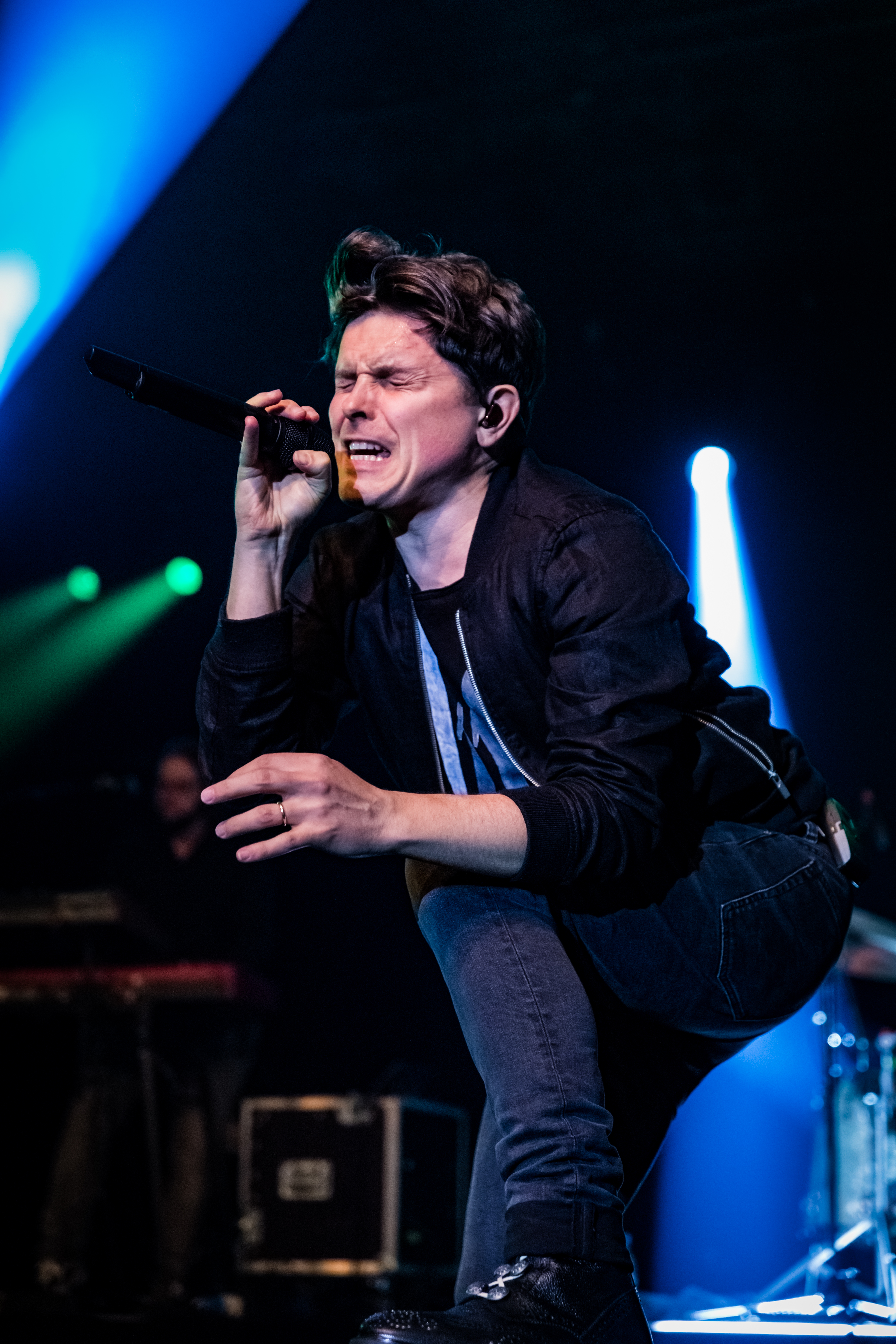
Michael Patrick Kelly
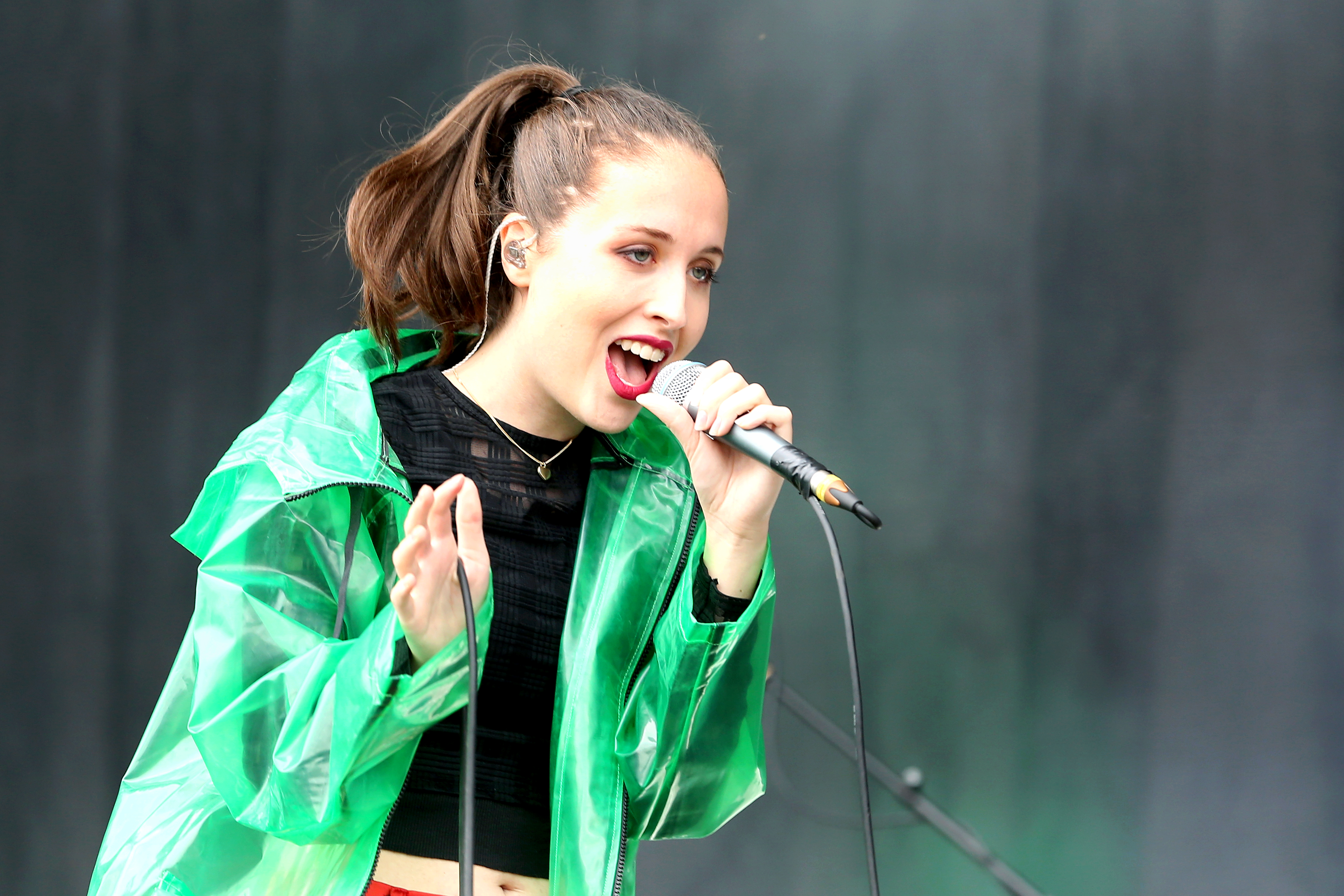
Alice Merton
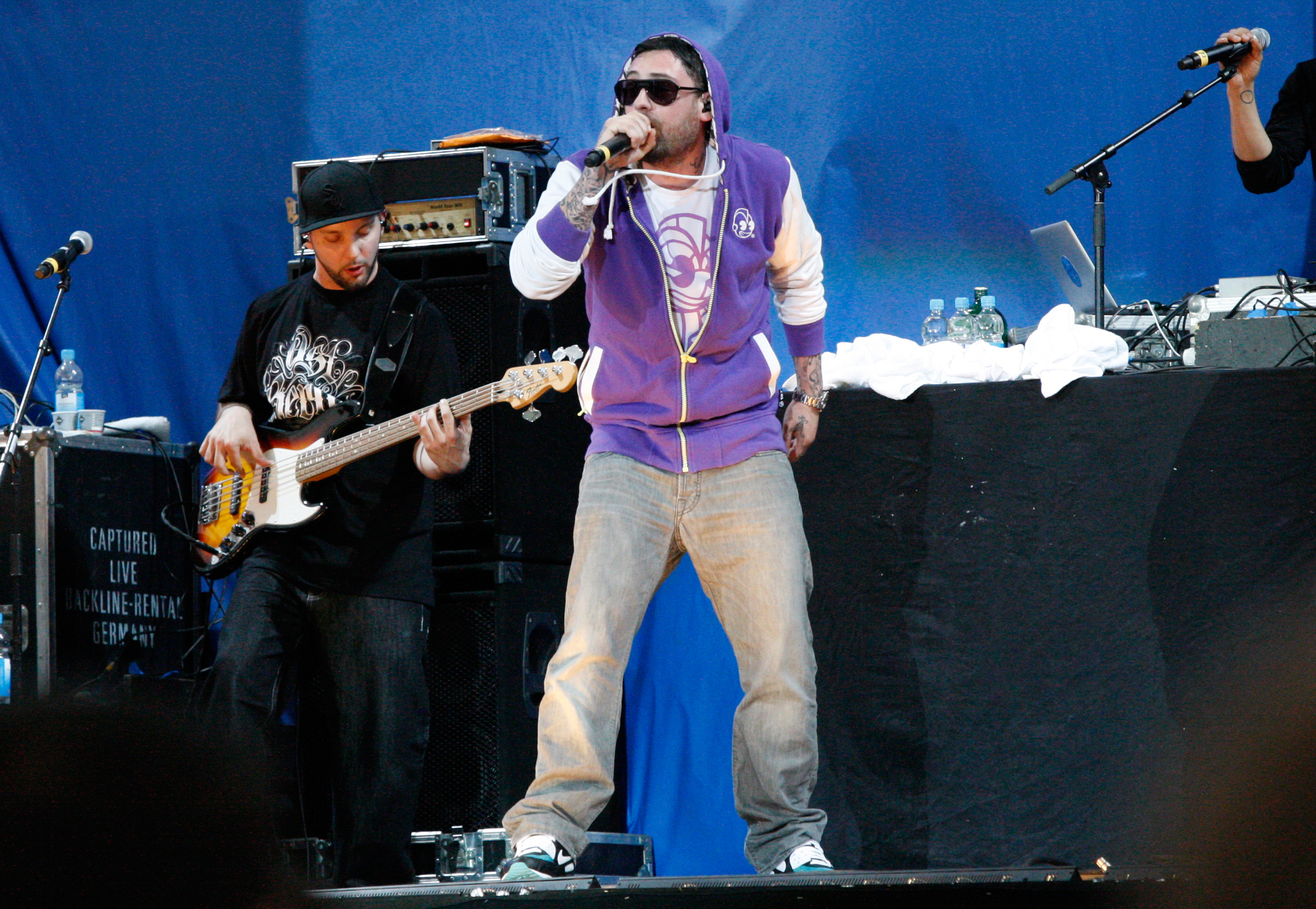
Sido
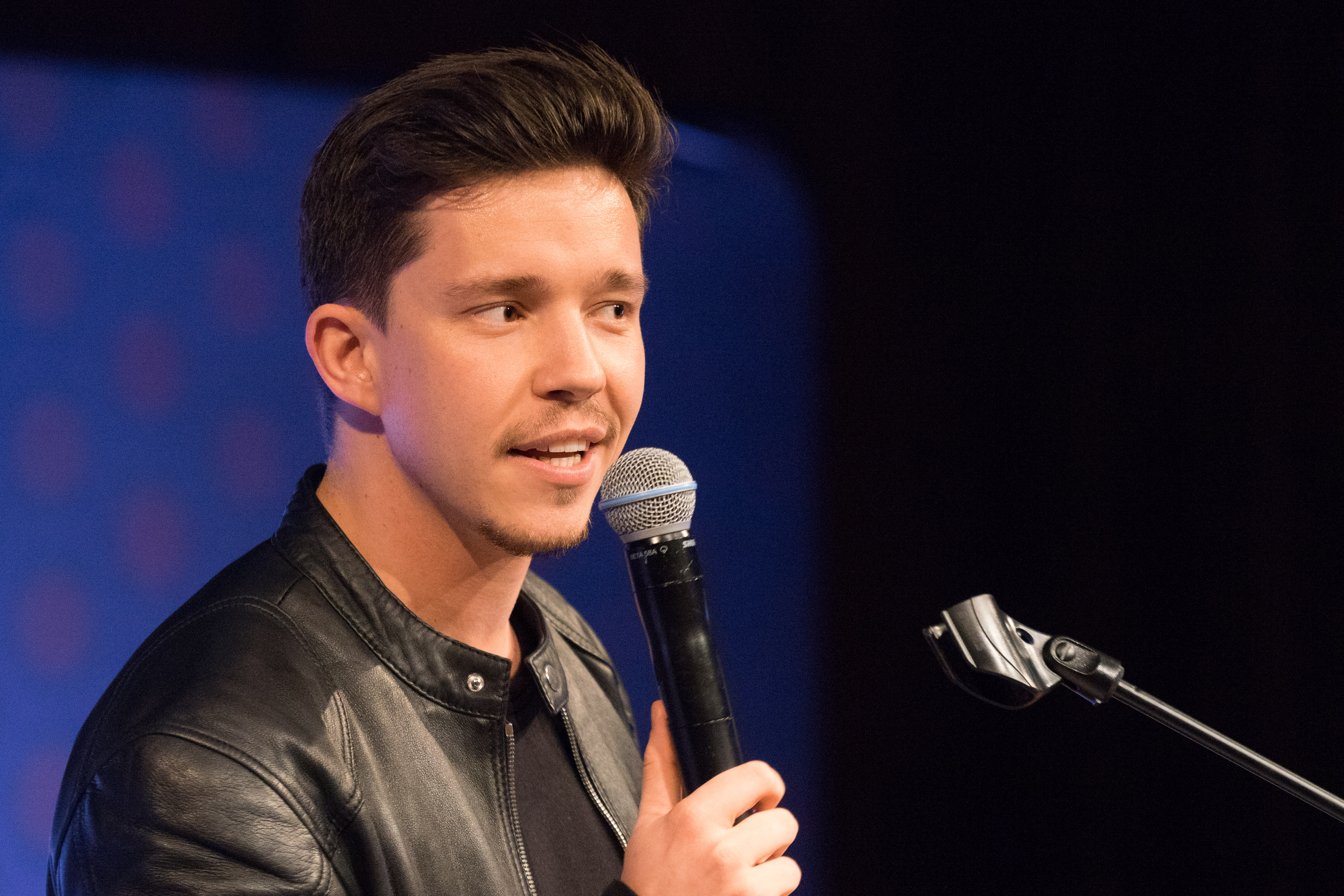
Nico Santos
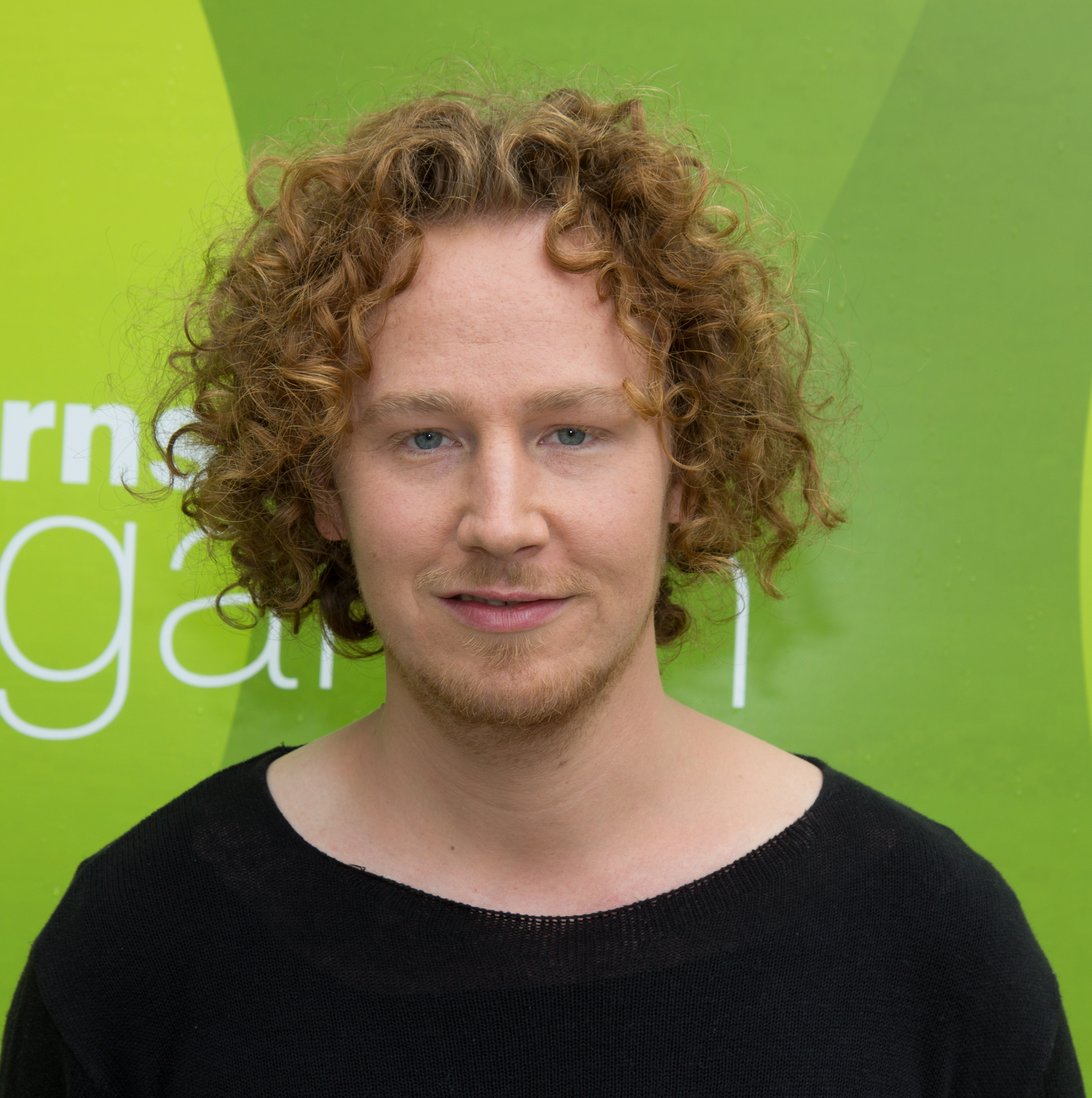
Michael Schulte
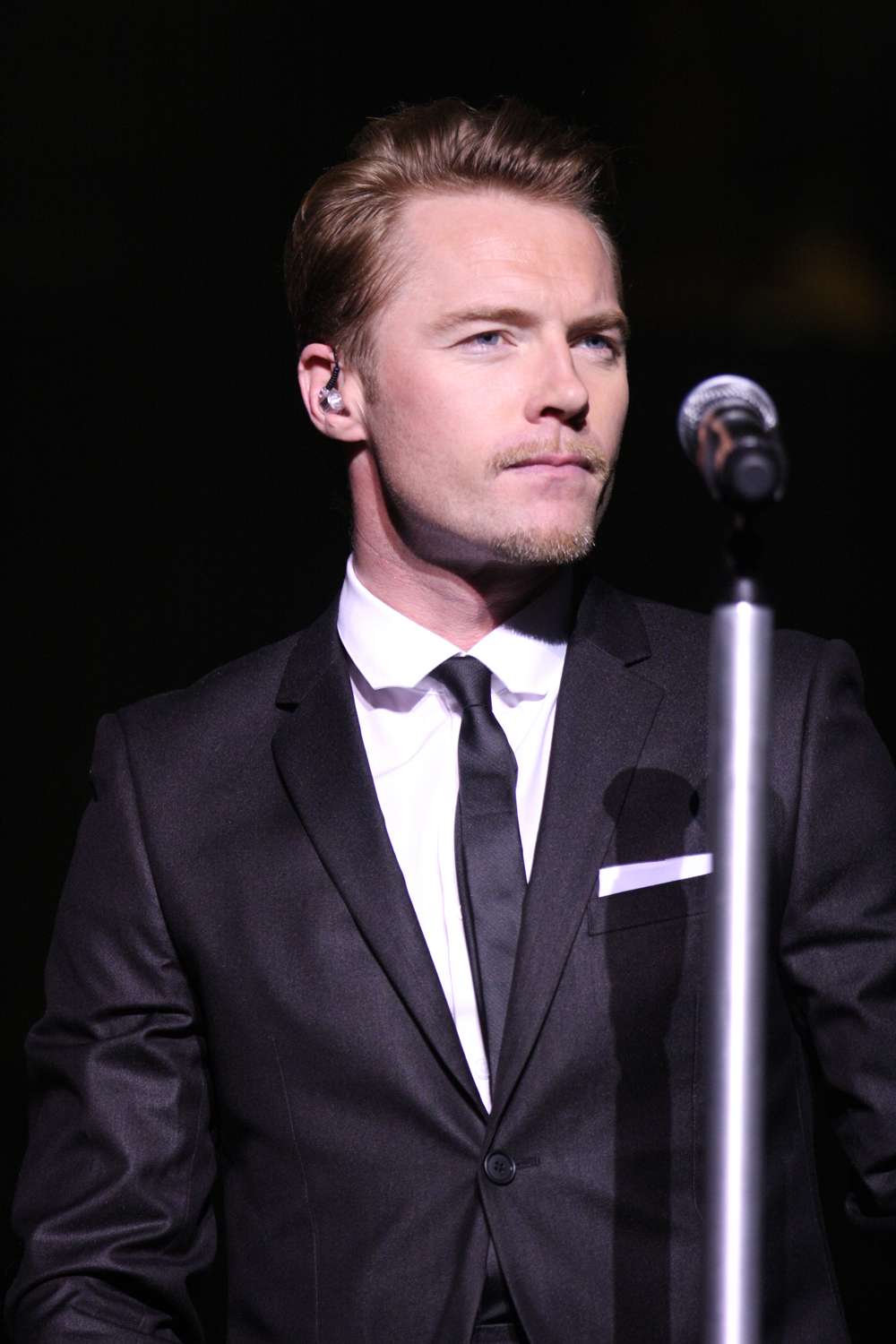
Ronan Keating
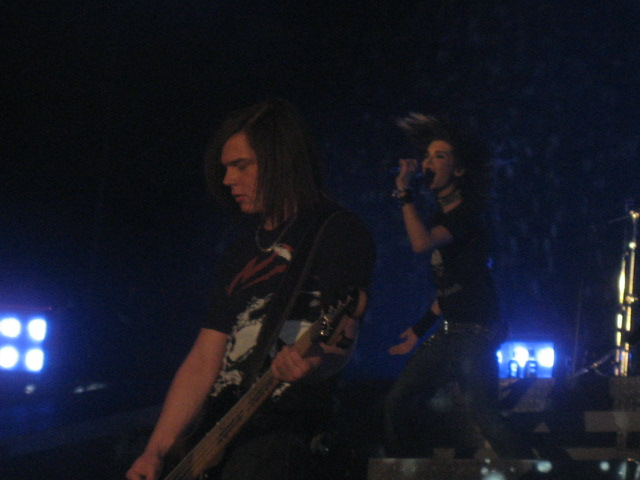
Bill & Tom Kaulitz

### Résumé des saisons
- Équipe Rea
- Équipe Nena
- Équipe Xavier
- Équipe The BossHoss

- Équipe Max
- Équipe Samu
- Équipe Michi Beck & Smudo
- Équipe Stefanie

- Équipe Andreas
- Équipe Yvonne
- Équipe Mark
- Équipe Michael Patrick

- Équipe Alice
- Équipe Sido
- Équipe Nico
- Équipe Yvonne & Stefanie

- Équipe Samu & Rea
- Équipe Michael
- Équipe Johannes
- Équipe Sarah

- Équipe Elif
- Équipe Peter
- Équipe Ronan
- Équipe Bill & Tom

- Équipe Shirin
- Équipe Giovanni
- Équipe Kamrad

| Saison | Chaîne             | Première          | Finale           | Vainqueur                 | Deuxième                 | Troisième             | Quatrième             | Cinquième             | Sixième               | Coach gagnant         | Présentateurs     | Présentateurs  | Présentateurs        | Présentateurs   | Ordre des chaises des coachs | Ordre des chaises des coachs | Ordre des chaises des coachs | Ordre des chaises des coachs | Ordre des chaises des coachs |  |
| Saison | Chaîne             | Première          | Finale           | Vainqueur                 | Deuxième                 | Troisième             | Quatrième             | Cinquième             | Sixième               | Coach gagnant         | Principal         | Principal      | Principal            | Coulisses       | 1                            | 2                            | 3                            | 4                            | Comeback Stage               |  |
| ------ | ------------------ | ----------------- | ---------------- | ------------------------- | ------------------------ | --------------------- | --------------------- | --------------------- | --------------------- | --------------------- | ----------------- | -------------- | -------------------- | --------------- | ---------------------------- | ---------------------------- | ---------------------------- | ---------------------------- | ---------------------------- |  |
| 1      | ProSieben et Sat.1 | 24 novembre 2011  | 10 février 2012  | Ivy Quainoo               | Kim Sanders              | Michael Schulte       | Max Giesinger         | —                     | —                     | The BossHoss          | Stefan Gödde      | Stefan Gödde   | Stefan Gödde         | Doris Golpashin | Rea                          | Nena                         | BossHoss                     | Xavier                       | —                            |  |
| 2      | ProSieben et Sat.1 | 18 octobre 2012   | 14 décembre 2012 | Nick Howard               | Isabell Schmidt          | Michael Lane          | James Borges          | —                     | —                     | Rea Garvey            | Thore Schölermann | —              | —                    | Doris Golpashin | Rea                          | Nena                         | BossHoss                     | Xavier                       | —                            |  |
| 3      | ProSieben et Sat.1 | 17 octobre 2013   | 20 décembre 2013 | Andreas Kümmert           | Chris Schummert          | Judith van Hel        | Debbie Schippers      | —                     | —                     | Max Herre             | Thore Schölermann | —              | —                    | Doris Golpashin | Samu                         | Nena                         | BossHoss                     | Max                          | —                            |  |
| 4      | ProSieben et Sat.1 | 9 octobre 2014    | 12 décembre 2014 | Charley Ann Schmutzler    | Lina Arndt               | Andrei Vesa           | Marion Campbell       | —                     | —                     | Michi Beck & Smudo    | Thore Schölermann | —              | —                    | Doris Golpashin | Rea                          | Michi & Smudo                | Stefanie                     | Samu                         | —                            |  |
| 5      | ProSieben et Sat.1 | 15 octobre 2015   | 17 décembre 2015 | Jamie-Lee Kriewitz        | Ayke Witt                | Tiffany Kemp          | Isabel Ment           | —                     | —                     | Michi Beck & Smudo    | Thore Schölermann | Lena Gercke    | —                    | —               | Rea                          | Stefanie                     | Michi & Smudo                | Andreas                      | —                            |  |
| 6      | ProSieben et Sat.1 | 20 octobre 2016   | 18 décembre 2016 | Tay Schmedtmann           | Robin Resch              | Marc Amacher          | Boris Alexander Stein | —                     | —                     | Andreas Bourani       | Thore Schölermann | Lena Gercke    | —                    | —               | Samu                         | Yvonne                       | Michi & Smudo                | Andreas                      | —                            |  |
| 7      | ProSieben et Sat.1 | 19 octobre 2017   | 17 décembre 2017 | Natia Todua               | Benedikt Köstler         | Anna Heimrath         | BB Thomaz             | —                     | —                     | Samu Haber            | Thore Schölermann | Lena Gercke    | —                    | —               | Mark                         | Michi & Smudo                | Yvonne                       | Samu                         | —                            |  |
| 8      | ProSieben et Sat.1 | 18 octobre 2018   | 16 décembre 2018 | Samuel Rösch              | Benjamin Dolic           | Jessica Schaffler     | Eros Atomus Isler     | —                     | —                     | Michael Patrick Kelly | Thore Schölermann | Lena Gercke    | —                    | —               | Michael Patrick              | Michi & Smudo                | Yvonne                       | Mark                         | —                            |  |
| 9      | ProSieben et Sat.1 | 12 septembre 2019 | 10 novembre 2019 | Claudia Emmanuela Santoso | Erwin Kintop             | Lucas Rieger          | Fidi Steinbeck        | Freschta Akbarzada    | —                     | Alice Merton          | Thore Schölermann | Lena Gercke    | —                    | —               | Mark                         | Alice                        | Sido                         | Rea                          | Nico                         |  |
| 10     | ProSieben et Sat.1 | 8 octobre 2020    | 20 décembre 2020 | Paula Dalla Corte         | Oliver Henrich           | Jonas & Mael          | Alessandro Pola       | Tosari Udayana        | —                     | Samu & Rea            | Thore Schölermann | Lena Gercke    | Annemarie Carpendale | —               | Mark                         | Yvonne & Stefanie            | Nico                         | Samu & Rea                   | Michael                      |  |
| 11     | ProSieben et Sat.1 | 7 octobre 2021    | 19 décembre 2021 | Sebastian Krenz           | Gugu Zulu                | Katarina Mihaljević   | Linda Elsener         | Florian & Charlene    | —                     | Johannes Oerding      | Thore Schölermann | Lena Gercke    | Steven Gätjen        | —               | Mark                         | Nico                         | Sarah                        | Johannes                     | Elif                         |  |
| 12     | ProSieben et Sat.1 | 18 août 2022      | 4 novembre 2022  | Anny Ogrezeanu            | Julian Pförtner          | Tammo Förster         | Basti Schmidt         | —                     | —                     | Mark Forster          | Thore Schölermann | Melissa Khalaj | —                    | —               | Rea                          | Stefanie                     | Peter                        | Mark                         | —                            |  |
| 13     | ProSieben et Sat.1 | 21 septembre 2023 | 8 décembre 2023  | Malou Lovis Kreyelkamp    | Désirée Sarpong Agyemang | Egon Herrnleben       | Joy Esquivias         | Emily Myles           | —                     | Billy & Tom Kaulitz   | Thore Schölermann | Melissa Khalaj | —                    | —               | Giovanni                     | Billy & Tom                  | Shirin                       | Ronan                        | —                            |  |
| 14     | ProSieben et Sat.1 | 26 septembre 2024 | 6 décembre 2024  | Jennifer Lynn             | Jenny Hohlbauch          | Sébastien Zappel      | Emily Rose König      | Kathrin German        | Ingrid Arthur         | Samu Haber            | Thore Schölermann | Melissa Khalaj | —                    | —               | Mark                         | Yvonne                       | Kamrad                       | Samu                         | —                            |  |
| 15     | ProSieben et Sat.1 | Automne 2025      | Automne 2025     | Saison en préparation     | Saison en préparation    | Saison en préparation | Saison en préparation | Saison en préparation | Saison en préparation | Saison en préparation | Thore Schölermann | Melissa Khalaj | —                    | —               | Nico                         | Michi & Smudo                | Shirin                       | Rea                          | —                            |  |

## Palmarès
| Coachs                             | Saisons         | Saisons         | Saisons          | Saisons                | Saisons            | Saisons               | Saisons          | Saisons           | Saisons                  | Saisons           | Saisons                     | Saisons         | Saisons                  | Saisons          |
| Coachs                             | 1               | 2               | 3                | 4                      | 5                  | 6                     | 7                | 8                 | 9                        | 10                | 11                          | 12              | 13                       | 14               |
| ---------------------------------- | --------------- | --------------- | ---------------- | ---------------------- | ------------------ | --------------------- | ---------------- | ----------------- | ------------------------ | ----------------- | --------------------------- | --------------- | ------------------------ | ---------------- |
| Nena                               | Kim Sanders     | Isabell Schmidt | équipe éliminée  | —                      | —                  | —                     | —                | —                 | —                        | —                 | —                           | —               | —                        | —                |
| The BossHoss                       | Ivy Quainoo     | James Borges    | Debbie Schippers | —                      | —                  | —                     | —                | —                 | —                        | —                 | —                           | —               | —                        | —                |
| Rea Garvey                         | Michael Schulte | Nick Howard     | —                | Lina Arndt             | équipe éliminée    | —                     | —                | —                 | Erwin Kintop             | —                 | —                           | Tammo Förster   | —                        | —                |
| Xavier Naidoo                      | Max Giesinger   | Michael Lane    | —                | —                      | —                  | —                     | —                | —                 | —                        | —                 | —                           | —               | —                        | —                |
| Samu Haber                         | —               | —               | Chris Schummert  | —                      | —                  | Robin Resch           | Natia Todua      | —                 | —                        | —                 | —                           | —               | —                        | Jennifer Lynn    |
| Samu Haber                         | —               | —               | Judith Van Hel   | —                      | —                  | Robin Resch           | Natia Todua      | —                 | —                        | —                 | —                           | —               | —                        | Emily Rose König |
| Max Herre                          | —               | —               | Andreas Kümmert  | —                      | —                  | —                     | —                | —                 | —                        | —                 | —                           | —               | —                        | —                |
| Michi et Smudo                     | —               | —               | —                | Charley Ann Schmutzler | Jamie-Lee Kriewitz | Marc Amacher          | Anna Heimrath    | Eros Atomus Isler | —                        | —                 | —                           | —               | —                        | —                |
| Stefanie Kloß                      | —               | —               | —                | Marion Campbell        | Isabel Ment        | —                     | —                | —                 | —                        | —                 | —                           | Basti Schmidt   | —                        | —                |
| Andreas Bourani                    | —               | —               | —                | —                      | Ayke Witt          | Tay Schmedtmann       | —                | —                 | —                        | —                 | —                           | —               | —                        | —                |
| Andreas Bourani                    | —               | —               | —                | —                      | Tiffany Kemp       | Tay Schmedtmann       | —                | —                 | —                        | —                 | —                           | —               | —                        | —                |
| Yvonne Catterfeld                  | —               | —               | —                | —                      | —                  | Boris Alexander Stein | BB Thomaz        | Benjamin Dolic    | —                        | —                 | —                           | —               | —                        | Sebastian Zappel |
| Mark Forster                       | —               | —               | —-               | —-                     | —                  | —                     | Benedikt Köstler | Jessica Schaffler | Fidi Steinbeck           | Tosari Udayana    | Florian et Charlène Gallant | —               | Anny Ogrezeanu           | Jenny Hohlbauch  |
| Mark Forster                       | —               | —               | —-               | —-                     | —                  | —                     | Benedikt Köstler | Jessica Schaffler | Fidi Steinbeck           | Tosari Udayana    | Florian et Charlène Gallant | —               | Anny Ogrezeanu           | Kathrin German   |
| Michael Patrick Kelly              | —               | —               | —                | —                      | —                  | —                     | —                | Samuel Rösch      | —                        | —                 | —                           | —               | —                        | —                |
| Alice Merton                       | —               | —               | —                | —                      | —                  | —                     | —                | —                 | Claudia Emmanuela Santos | —                 | —                           | —               | —                        | —                |
| Nico Santos                        | —               | —               | —                | —                      | —                  | —                     | —                | —                 | Lucas Rieger             | Maël et Jonas     | Gugu Zulu                   | —               | —                        | —                |
| Sido                               | —               | —               | —                | —                      | —                  | —                     | —                | —                 | Freschta Akbarzada       | —                 | —                           | —               | —                        | —                |
| Samu Haber et Rea Gervey           | —               | —               | —                | —                      | —                  | —                     | —                | —                 | —                        | Paula Dalla Corte | —                           | —               | —                        | —                |
| Stefanie Kloß et Yvonne Catterfeld | —               | —               | —                | —                      | —                  | —                     | —                | —                 | —                        | Oliver Henrich    | —                           | —               | —                        | —                |
| Michael Schulte                    | —               | —               | —                | —                      | —                  | —                     | —                | —                 | —                        | Alessandro Pola   | —                           | —               | —                        | —                |
| Johannes Oerding                   | —               | —               | —                | —                      | —                  | —                     | —                | —                 | —                        | —                 | Sebastian Krenz             | —               | —                        | —                |
| Sarah Connor                       | —               | —               | —                | —                      | —                  | —                     | —                | —                 | —                        | —                 | Katarina Mihaljević         | —               | —                        | —                |
| Elif                               | —               | —               | —                | —                      | —                  | —                     | —                | —                 | —                        | —                 | Linda Elsener               | —               | —                        | —                |
| Pierre Maffay                      | —               | —               | —                | —                      | —                  | —                     | —                | —                 | —                        | —                 | —                           | Julian Pförtner | —                        | —                |
| Billy et Tom Kaulitz               | —               | —               | —                | —                      | —                  | —                     | —                | —                 | —                        | —                 | —                           | —               | Malou Lovis Kreyelkamp   | —                |
| Giovanni Zarrella                  | —               | —               | —                | —                      | —                  | —                     | —                | —                 | —                        | —                 | —                           | —               | Desirey Sarpong Agyemang | —                |
| Ronan Keating                      | —               | —               | —                | —                      | —                  | —                     | —                | —                 | —                        | —                 | —                           | —               | Egon Herrnleben          | —                |
| Ronan Keating                      | —               | —               | —                | —                      | —                  | —                     | —                | —                 | —                        | —                 | —                           | —               | Emely Myles              | —                |
| Shirin David                       | —               | —               | —                | —                      | —                  | —                     | —                | —                 | —                        | —                 | —                           | —               | Joy Esquivias            | —                |
| Kamrad                             | —               | —               | —                | —                      | —                  | —                     | —                | —                 | —                        | —                 | —                           | —               | —                        | Ingrid Arthur    |

Légende
- vainqueur de la compétition
- deuxième de la compétition
- troisième de la compétition
- finaliste
- — : Ne participe pas à la saison
- NC : Non connu